# Viscache
Taxons concernés
Dans la famille des Chinchillidae :
- genre Lagostomus
- genre Lagidiummodifier

La viscache est un nom vernaculaire d'origine quechua, ambigu en français car il peut désigner plusieurs espèces différentes de rongeurs de taille moyenne, classés dans la famille des Chinchillidae et que l'on rencontre en Amérique du Sud, principalement dans la cordillère des Andes, du Pérou à l'Argentine. Ce sont des mammifères terrestres, proches des chinchillas. On les appelle aussi des viscaques ou des lagostomes et on ajoute aussi souvent la mention « des montagnes » ou « des plaines » pour différencier celles du genre Lagidium de celles du genre Lagostomus.

## Physiologie, comportement et écologie
Les caractéristiques générales des viscaches sont celles des mammifères rongeurs de la famille des Chinchillidae, avec des nuances pour chaque espèce : voir les articles détaillés pour plus d'informations sur leur comportement ou leur physiologie respective.

## Noms français et noms scientifiques correspondants
Liste alphabétique des noms vulgaires ou des noms vernaculaires attestés en français.
Note : certaines espèces ont plusieurs noms et, les classifications évoluant encore, certains noms scientifiques ont peut-être un autre synonyme valide.
- Viscache de montagne de Cuvier - Lagidium viscacia[1]
- Viscache de Wolffsohn - Lagidium wolffsohni[1]
- Viscache des plaines - Lagostomus maximus[1]
- Viscaches - espèces des genres Lagidium et Lagostomus[1]
- Viscache des montagnes - espèce du genre Lagidium[2]

La viscache de plaine est appelée aussi parfois lièvre des pampas tout comme le Mara.

Viscache
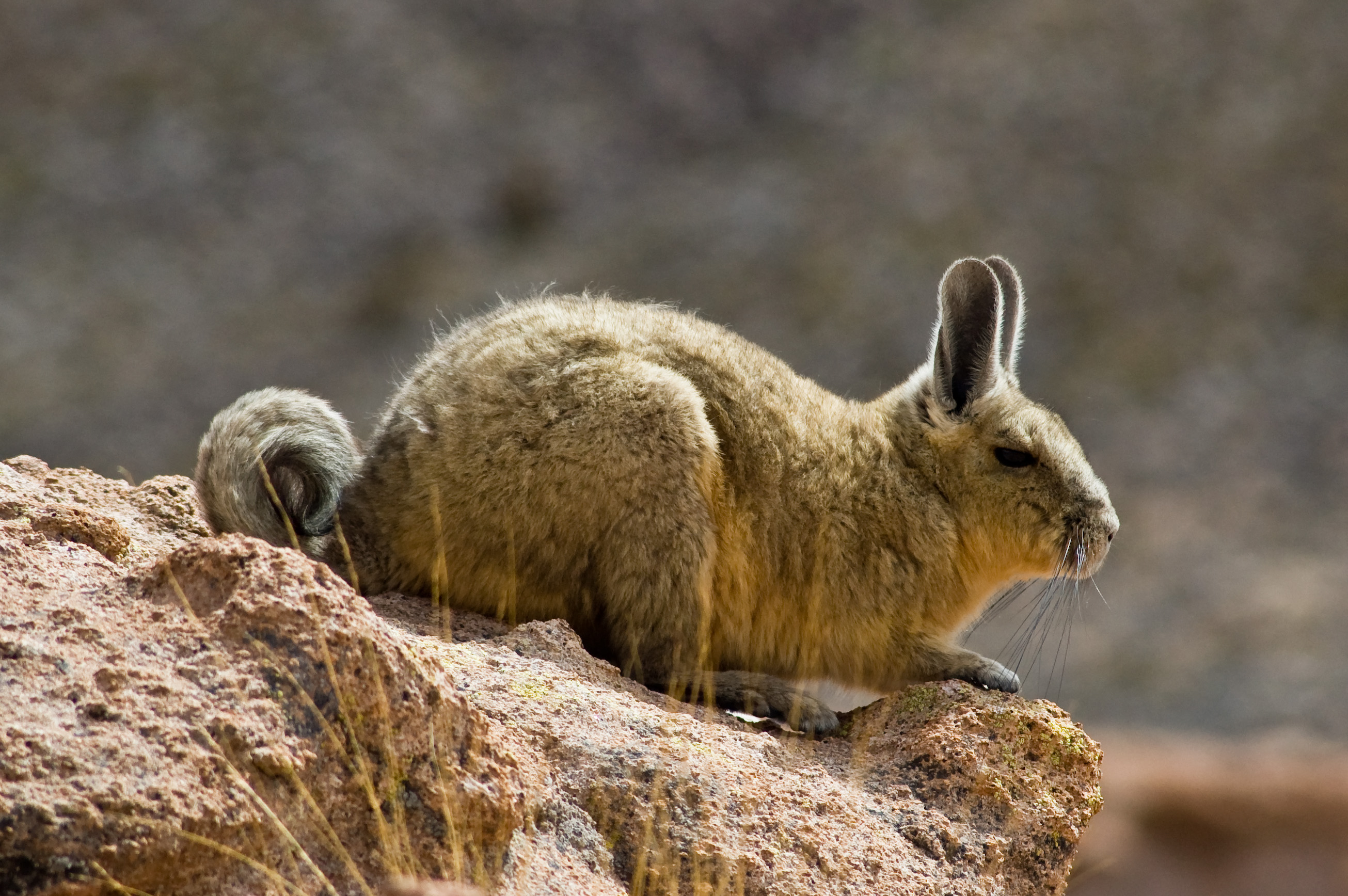
Viscache de montagne de Cuvier (Lagidium viscacia)
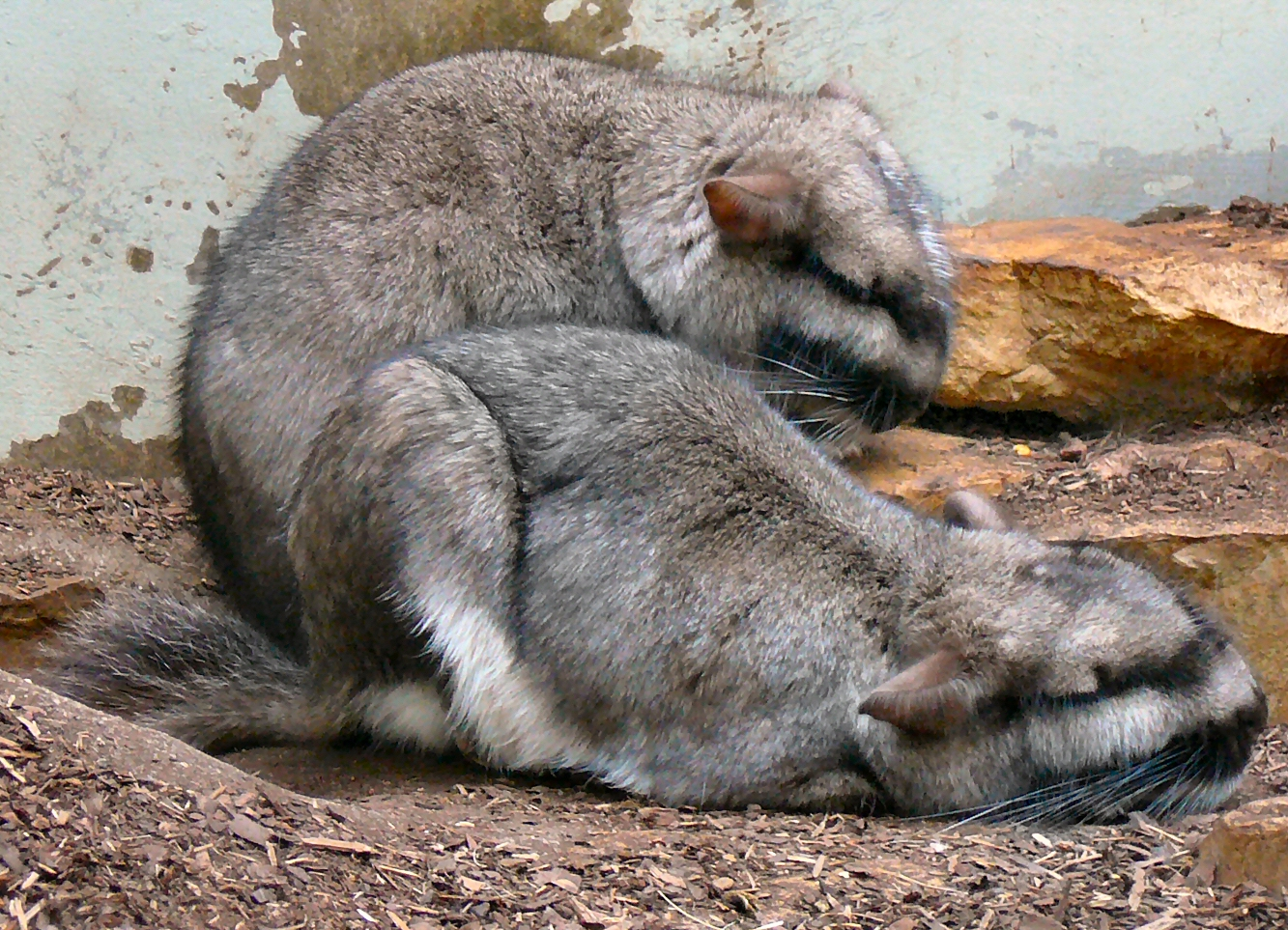
Viscache des plaines (Lagostomus maximus) au zoo Wilhelma de Stuttgart
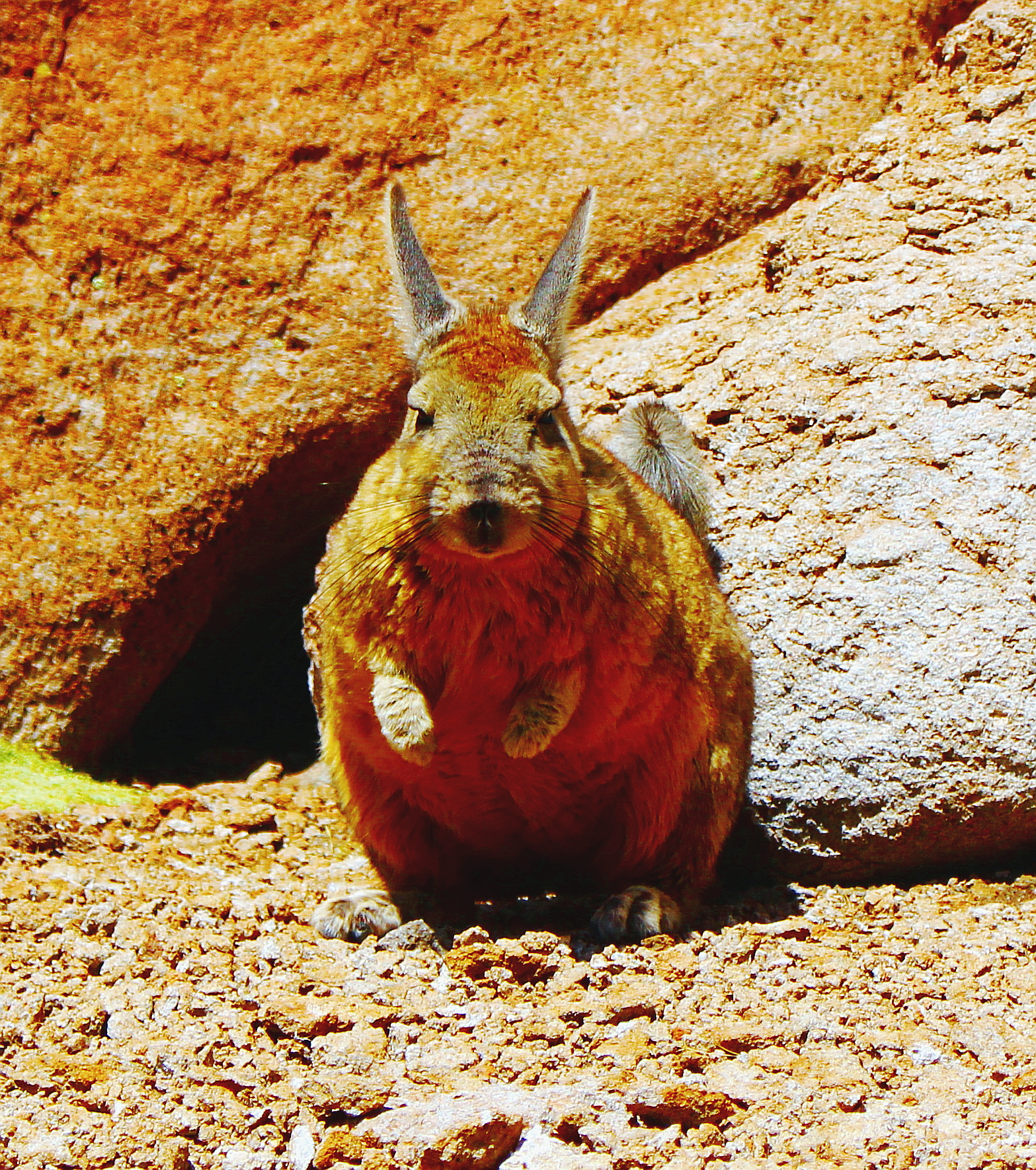
Viscache près du salar de Uyuni